# Karroosiska
Karroosiska (Serinus alario) är en fågel i familjen finkar inom ordningen tättingar. Den förekommer sydvästligaste Afrika. Beståndet anses vara livskraftigt.

## Utseende och läte
Karroosiskan är en liten sparvliknande fink med udda färgsättning. Hanen är kastanjebrun, vit och svart, med det svarta från nacken till en sporre på bröstet hos västra östliga fåglar (alario, se Systematik nedan) och hos västliga (leucomlaemus) uppblandat med vitt. Honan har enfärgat gråbrunt huvud och kastanjebrun rygg och stjärt.

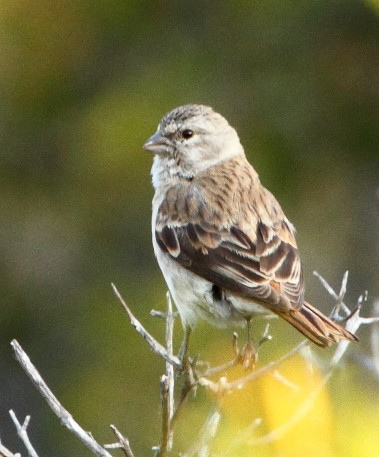
Hona.

## Utbredning och systematik
Karroosiska förekommer i södra Afrika. Fågeln delas in i två underarter med följande utbredning:
- Serinus alario leucolaemus – södra Namibia samt nordvästra och västcentrala Sydafrika
- Serinus alario alario – västra och centrala Sydafrika samt Lesotho

Underarten leucolaemus urskildes tidigare som en egen art, "damarasiska".

### Släktestillhörighet
Arten placerades tidigare ofta i släktet Alario men genetiska studier visar att arten är nära släkt med Serinus.

## Levnadssätt
Karroosiskan är stannfågel i torra buskmarker, men uppträder nomadiskt efter regn och vid frösättning. Under häckningstid ses den i par eller smågrupper, men kan röra sig i flockar med upp till 200 individer resten av året och kan då förekomma tillsammans med andra arter.

## Status
Arten har ett stort utbredningsområde och beståndet anses stabilt. Internationella naturvårdsunionen IUCN listar den därför som livskraftig (LC).

## Namn
Karroo (eller karoo) är ett stäpp- och halvökenområde i södra och västra Sydafrika.